# Петрозаводское президентское кадетское училище
ФГКОУ Петрозаводское президентское кадетское училище — федеральное государственное казённое общеобразовательное учреждение с дополнительными образовательными программами, направленными на проведение военной подготовки несовершеннолетних граждан, находящееся в ведении Министерства обороны Российской Федерации. Расположено в Петрозаводске.

## История
Решение о создании Президентского кадетского училища в Петрозаводске было принято в 2014 году Министерством обороны Российской Федерации по предложению Государственной комиссии по подготовке к празднованию предстоящего в 2020 году 100-летия образования Республики Карелия, во исполнение поручения Президента РФ Владимира Путина о создании сети кадетских училищ в федеральных округах.
3 сентября 2016 года был заложен памятный камень начала строительства кадетского училища. Учебное заведение построено силами Министерства обороны России на территории бывшего военного городка.
26 мая 2017 года премьер-министр России Дмитрий Медведев подписал Распоряжение N 1059-р, а 20 июня 2017 года Министр обороны Российской Федерации Сергей Шойгу издал приказ № 394 о создании училища. Предельная штатная численность училища определена в количестве 350 единиц, училище рассчитано на 840 воспитанников, срок их обучения составляет семь лет — с 5-го по 11-й класс.
Училище имеет, построенные с нулевого цикла в 2017 году: учебно-административный корпус с медпунктом, книгохранилищем на 35 тысяч томов, учебными классами, учительскими комнатами и актовым залом на 600 мест. На территории училища размещены трёхэтажная столовая на 900 мест, три общежития и спортивный комплекс. В центре комплекса училища размещена аллея воинской Славы. В ходе второго этапа строительства училища, который планируется завершить в августе 2018 года, будут возведены четыре спальных корпуса на 480 человек, спортивный комплекс с ледовым катком и бассейном, открытый стадион с футбольным полем, баскетбольные и волейбольные площадки, теннисные корты, площадки для бадминтона, мини- футбола, гандбола, настольного тенниса и силовых тренажеров.
Имеется крытый спортивный комплекс с искусственным льдом, проводятся чемпионаты (первенства) училища по хоккею с мячом на льду.
Начальником училища назначен полковник запаса Макаревич Андрей Владимирович.
В 2017 году приём учащихся осуществлялся в 5, 6 и 7 классы. 1 сентября сели за парты первые 360 кадетов. 46 % воспитанников — представители Карелии, 28 % из них — петрозаводчане, 54 % — из других регионов страны. Кадеты размещены в трёх корпусах по 120 человек, живут в комнатах по два человека.
1 сентября 2017 года на торжественной церемонии открытия училища присутствовал секретарь Совета безопасности РФ генерал армии Николай Патрушев, который вручил начальнику училища знамя Петрозаводского президентского кадетского училища.

## Общие сведения
В училище на обучение принимаются только мальчики, годные по состоянию здоровья и имеющие соответствующее образование.
Прием в училище осуществляется на конкурсной основе.
С 2018 года приём кандидатов в училище осуществляется только в 5 класс (120 воспитанников).